# Windmills
Windmills è l' album d'esordio della Rick Roberts Band, progetto solista del musicista Rick Roberts.
Il disco, oltre ai membri della band, annovera ospiti come David Crosby (Crosby, Stills, Nash and Young), Jackson Browne (Nitty Gritty Dirt Band), Byron Berline (The Dillards),  Don Henley, Bernie Leadon e Randy Meisner, tutti e tre degli Eagles, Marc Benno (Asylum Choir), Chris Hillman, Al Perkins, Dallas Taylor dei Manassas. 

## Tracce

### LP
Lato A
1. White Line Fever – 3:15
2. Colorado – 4:50
3. Hand to Mouth – 3:43
4. Tried so Hard – 3:08 (Gene Clark)
5. Just Can't Be – 4:57 (Chris Hillman, Rick Roberts)

Lato B
1. Deliver Me – 4:51
2. Davy McVie – 3:45
3. In My Own Small Way – 2:57
4. Sail Away – 7:17
5. Jenny's Blues – 3:04

## Formazione

### Membri della band
- Rick Roberts - voce, chitarra (1972-1974)
- Mitch Bossi -  chitarra (1972-1974)
- Leland Sklar - chitarra (1972-1974)
- Michael Utley - tastiera (1972-1974)
- Joe Perna - basso (1972-1974)
- Eddie Hoh - batteria (1972-1974)

### Ospiti
- Bernie Leadon - chitarra, banjo
- Don Henley - batteria
- Al Perkins - chitarra
- Chris Hillman - basso
- Randy Meisner - basso
- Byron Berline - violino
- Dallas Taylor - batteria
- Joe Lala - percussioni
- David Crosby - voce, chitarra
- Jackson Browne - voce, chitarra
- Marc Benno - voce, chitarra
- Jane Getz - voce, tastiera